# Liste der Naturdenkmale in Dudenhofen
Die Liste der Naturdenkmale in Dudenhofen nennt die im Gemeindegebiet von Dudenhofen ausgewiesenen Naturdenkmale (Stand 30. März 2013).

## Naturdenkmale
| Nr.         | Bezeichnung                             | Lage                 | Beschreibung                                                   | Bild            |
| ----------- | --------------------------------------- | -------------------- | -------------------------------------------------------------- | --------------- |
| ND-7338-321 | Rosskastanien mit Steinkreuz und Anlage | Speyerer Straße Lage | Aesculus hippocastanum, zwei Bäume; flächenhaftes Naturdenkmal | Fotos hochladen |